# Edelweiss (sång)

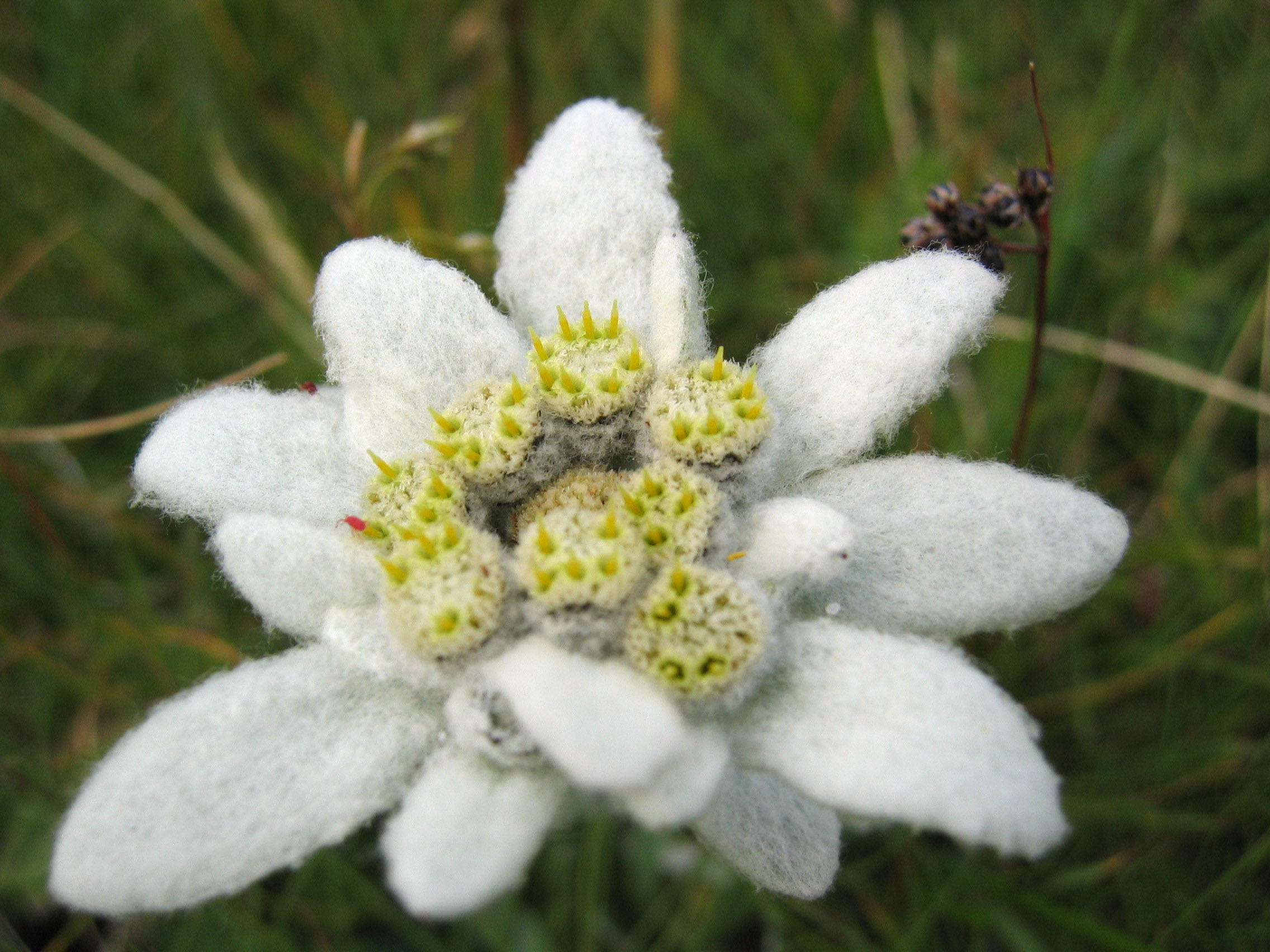
Edelweiss

Edelweiss är en sång ur musikalen Sound of Music. I filmen Sound of Music sjungs sången av Christopher Plummer (Georg von Trapp).
Sången utges i filmen för att vara en österrikisk folkvisa som alla kan under Salzburgfestivalen, när Plummer framför den. Sången handlar om blomman edelweiss som växer i Österrike. I sången finns textraden "Bless my homeland forever" vilket nazisterna i filmen reagerar starkt på.

### Fotnoter
1. ↑  ”Vill du höra Edelweiss eller vill du helst slippa?”. Sveriges radio. 8 december 2010. http://sverigesradio.se/sida/artikel.aspx?programid=3629&artikel=4229523. Läst 21 januari 2018.